# Andrea Tofanelli

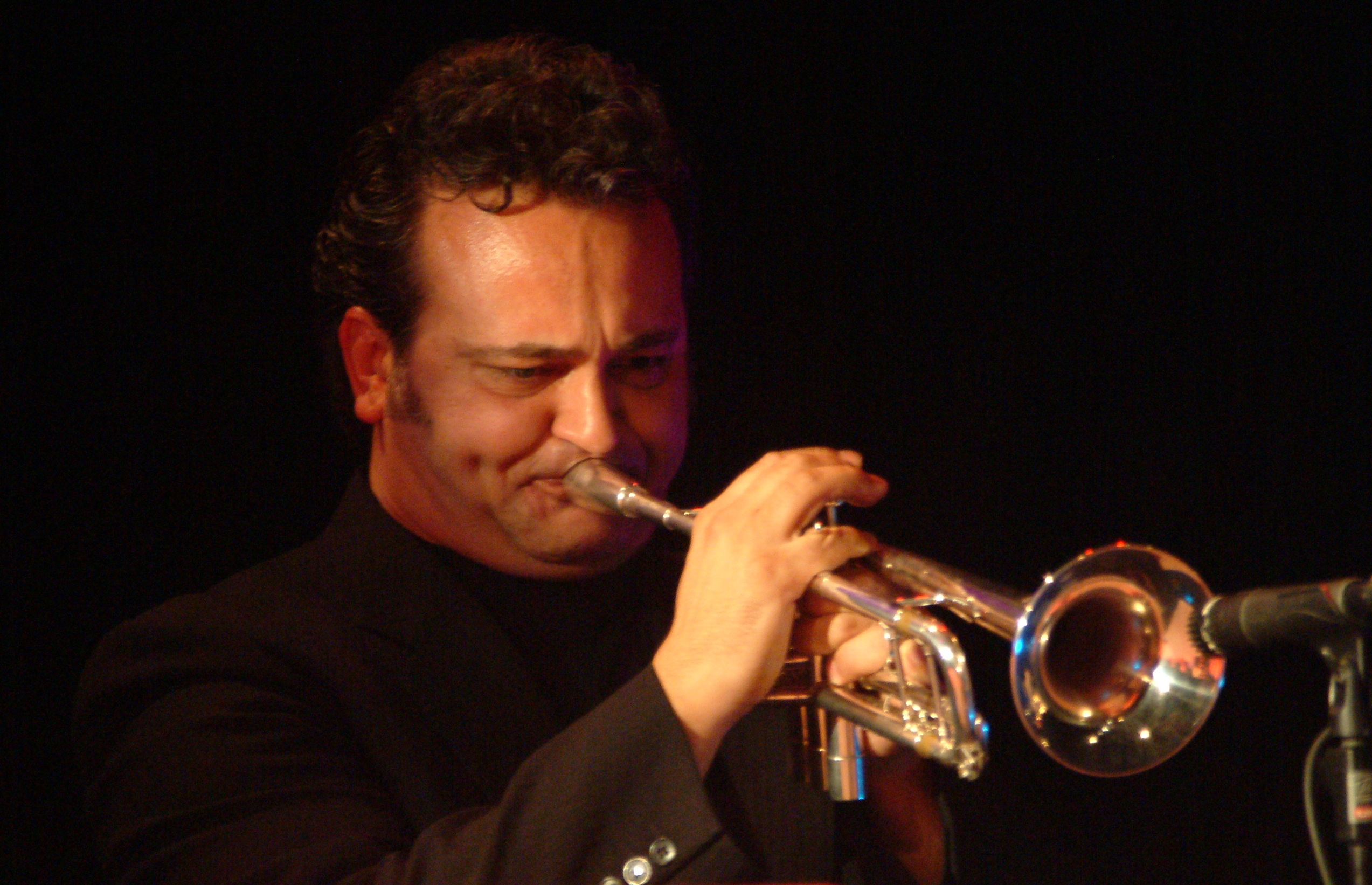
Andrea Tofanelli dal vivo a Roma (2005)

Andrea Tofanelli (Viareggio, 26 luglio 1965) è un trombettista italiano.

## Biografia
Tofanelli ha iniziato a suonare la tromba nel 1976 e nel 1987 si è diplomato in tromba all'Istituto Musicale Luigi Boccherini di Lucca. La sua esperienza jazzistica parte dalla scuola bebop che fa capo a Dean Benedetti, sassofonista italo-americano, compagno di Charlie Parker. È molto famoso per essere un trombettista acutista, ossia un tipo di trombettista che supera di gran lunga l'estensione scritta di una classica tromba.

## Partecipazioni televisive
Dal 1995 ha partecipato a produzioni televisive per Rai, Mediaset, LA7 (Telemontecarlo) e Sky. Tra i programmi a cui ha partecipato ricordiamo: Francamente me ne infischio..., 125 milioni di caz..te e Rockpolitik con Adriano Celentano, Stasera pago io con Fiorello, Pavarotti & Friends, Maurizio Costanzo Show, Buona Domenica con l'orchestra di Demo Morselli, Passaparola, La Corrida e Crozza Italia.

## Collaborazioni
In ambito jazzistico ha collaborato con la Big Bop Nouveau Band di Maynard Ferguson in Italia, Inghilterra e Stati Uniti. Ha tenuto master classes alla California State University Northridge, al Fullerton College di Los Angeles e alla First Baptist Church of Decatur di Atlanta.
Alcuni dei suoi tour si sono svolti negli Stati Uniti, in Inghilterra, in Lussemburgo, a Malta, in Finlandia, in Germania, in Francia, nel Liechtenstein, in Austria, in Svizzera, nei Paesi Bassi, in Belgio, in Scozia, in Grecia, in Spagna e nel Principato di Monaco.
Da turnista ha inciso con alcuni artisti italiani: Luciano Pavarotti, Fiorello, Jovanotti, Adriano Celentano, la Big Band di Demo Morselli, Gianni Morandi, Renato Zero, Elio e le Storie Tese, Toto Cutugno, Dirotta su Cuba, Fausto Leali, Articolo 31, Gino Paoli e Tullio De Piscopo.
Infine ha accompagnato artisti internazionali, ad esempio George Michael, Joe Cocker, Tom Jones, Michael Bublé, Dee Dee Bridgewater, Randy Crawford, Matt Bianco, Kid Creole & The Coconuts, Samantha Fox, Imagination, Patrick Hernandez, Tony Hadley, Paul Anka, Paul Young, Steve Gadd, Gloria Gaynor e Gibson Brothers e l'Arrigo Pedrollo Band.